# Мечеть Байтуррахман Рая
Мечеть Байтуррахман Рая (ачес. Meuseujid Raya Baiturrahman, індонез. Masjid Raya Baiturrahman) — велика мечеть, розташована в центрі міста Банда-Ачех, в провінції Ачех, Індонезія (на півночі острова Суматра). Має велике символічне значення для жителів провінції як символ релігії та культури, тим більше, що вона пережила неушкоджену руйнівну цунамі 2004.

## Історія
Перша дерев'яна мечеть побудована за одними даними в 1292, а за іншими - в 1612.
Десятого квітня 1873 під час Ачехської війни нідерландці спалили стару мечеть, так як біля стін мечеті пав їх генерал Келер.
Побудована нідерландською колоніальною владою на знак примирення після руйнування давнішої мечеті в квітні 1873 в ході Першої експедиції в Ачех.
Будівництво почалося в 1879 на старому місці і закінчено в 1883. Спочатку місцеве населення не приймало мечеть, внаслідок чого перші роки вона була порожня.
Два куполи були додані голландцями в 1936, ще два — урядом Індонезії в 1957. Після перебудов загальна кількість куполів досягла семи, а мінаретів - восьми.
Мечеть пережила масивне цунамі 2004, яке зруйнувало більшу частину решти міста Банда-Ачех.

## Архітектура та проект
Початковий проект розроблений нідерландським архітектором Геррітом Брейнсом, проте зазнав переробки. Проект мечеті в індо-сарацинському стилі поєднує елементи місцевої архітектури з елементами архітектури Великих Моголів. При будівництві використовувалися переважно привізні матеріали. Так, підлога покрита плитами з китайського мармуру, основні конструкції виконані з бірманського дерева, металеві елементи привезені із Сурабаї, а вітражі виготовлені у Бельгії. Камінь для будівництва привезений із Нідерландів. Капітелі колон, що імітують пелюстки лотоса, є елементом індійського впливу.
Проект є подібним до мечеті Тубан Рая в Східній Яві.